# Урузган
Урузган (перс. ؤروزگان) — провінція в центрі Афганістану. Провінція є батьківщиною засновника руху Талібан Мулли Омара.
28 березня 2004 року з провінції Урузган було виділено нову провінцію Дайкунді, населену хазарейцями.

## Райони

Райони провінції Урузган

- Дех-Рахвуд
- Таринкот
- Хаз-Урузган
- Хора
- Шахіді-Хаззаз
- Неш

## Сусідні провінції
| Афганістан | Це незавершена стаття з географії Афганістану. Ви можете допомогти проєкту, виправивши або дописавши її. |